# Дом д’Омон

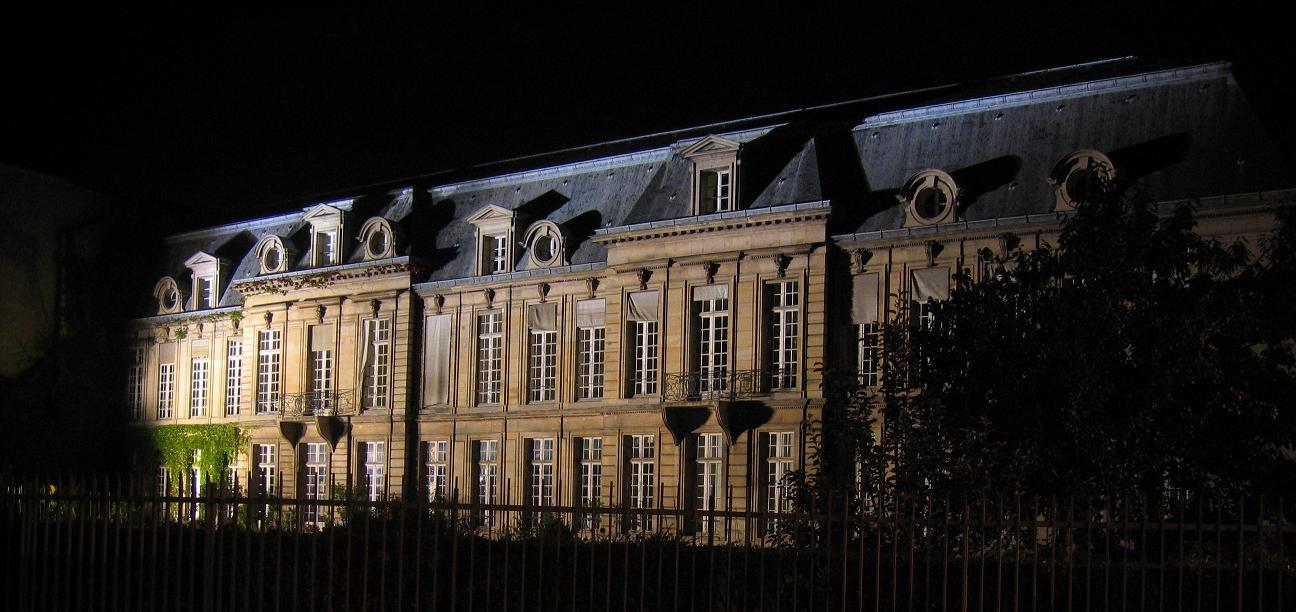
Дворец герцогов д’Омон в Париже (середина XVII века)

Омоны (фр. Les Aumont) — французский дворянский род.
Дом д’Омон, бывший одним из самых блестящих среди французской знати, имел среди своих представителей хранителя орифламмы при Карле VI, двоих маршалов Франции, шестерых генерал-лейтенантов армий короля и двоих кампмаршалов.
французский дворянский род, исстари владевший имением Вилькье-Омон и землями в нынешнем департаменте Марна. С 1665 г. глава рода носил титул герцога. С 1669 г. наследственным в роду становится чин первого из четырёх камер-юнкеров (Premier gentilhomme de la Chambre). Из представителей рода выдаются:
- Жан VI (Jean VI d’Aumont; 1522—1595), маршал Франции, приверженец Генриха IV, отличившийся в битвах при Арке и Иври. За свой открытый рыцарский характер был прозван сотоварищами Franc Gaulois.
- Антуан (Antoine d’Aumont de Rochebaron; 1601—1669), внук предыдущего, маркиз де Вилькье, за победу над фрондерами при Ретеле (1650) получил маршальский жезл, а позднее и герцогский титул, с 1662 г. губернатор Парижа; женат на племяннице Скаррона.
- Луи Мари Августин (Louis Marie Augustin d’Aumont de Rochebaron; 1709—1782), 5-й герцог, генерал-лейтенант, пэр Франции; владел замечательной коллекцией художественных предметов — фарфоровых, бронзовых, мраморных и пр. изделий.
- Луиза (Louise d’Aumont Mazarin, 1759—1826) — внучка предыдущего, наследница богатств рода Мазарини, известная светская львица, жена князя Монако.
- Луи Мари Селест (Louis Marie Céleste d’Aumont; 1762—1831), внук 5-го герцога, носивший сначала титул герцога де Пьенна; известен своей высадкой в Нормандии незадолго до вступления союзной армии в Париж. Им введена в моду особая щегольская упряжь, названная его именем (à la d’Aumont).

## Происхождение
Этот дом берет свое имя от земли Омон, расположенной в Иль-де-Франсе близ Мерю, в шестнадцати лье от Парижа и трех от Бове, и которой они владели до 1482 года, когда Жан V передал ее при разделе своему младшему брату Ферри, дочь и основная наследница которого Анна д'Омон принесла ее в приданое в 1522 году Клоду де Монморанси, барону де Фоссё, сын которого по имени Жорж получил ее при разделе. Он оставил одну дочь Маргерит де Монморанси, замужем за Ришаром де Пельтье, сеньором де Мартенвилем в Нормандии, чьи потомки владели землей Омон в 1637 году.
Аббатство Рессон ордена премонстрантов, во Французском Вексене, в Шомонском деканате Руанского диоцеза, изначально бывшее приорством и ставшее монастырем в 1125 году, признавало сеньоров д'Омон как своих главных основателей и благодетелей (бенефакторов) и в этом качестве они имели там право погребения.
Старинные историки крестовых походов упоминают рыцаря Филиппа д'Омона, прозванного Лысым, умершего перед местностью la Cruc в Армении, где он сопровождал короля Кипрского в походе на сарацин. Он погребен в Рессонском аббатстве рядом с гробницей своего старшего брата рыцаря Пьера д'Омона, носившего знаки этого рода, к которым был добавлен шеврон Шатийонов, а во главе щита помещена одна мерлета.
По словам Обера де Ла-Шене де Буа, «происхождение этого сиятельного дома теряется во мраке времен». «Старая хроника Эно», древности города Монса и других городов Фландрии, «История Камбре», архивы аббатства Аншен близ Дуэ во Фландрии сообщают, что Мальгер, сир или сеньор д'Омон, женился на Водруде, графине Эно, и основал в своей земле Омон в области Эно монастырь своего имени, а среди рыцарей, допущенных в 1076 году на Аншенский турнир, в котором в то время могли участвовать только доказавшие наличие в обеих линиях по шестнадцать четвертей благородных предков, почтительно назван Филипп д'Омон.
Борель д'Отрив полагает, что «этот дом, рыцарского происхождения, известен с 1150 года», а то, что уже Жан I титуловался сиром, может свидетельствовать о довольно аысоком положении рода.

## История
Филиация Омонов прослеживается отцом Ансельмом с Жана I, сира д'Омона, Нёвиль-д'Омона и Мениля, сделавшего вместе с женой Мабиллой несколько дарений Рессонскому монастырю в апреле 1248, и участвовавшего в крестовом походе Людовика IX. Его имя и герб указаны в Зале крестовых походов Версаля. Его сын Жан II, сир д'Омон, в сентябре 1281, с согласия своей жены Изабеллы, сделал дарение монастырю Сен-Жерме, и оставил двоих сыновей: Жана III, который продолжил линию, и Рено, смотрителя (verdier) Валоньского леса (1325), затем Карнельского леса в бальяже Санлиса, королевского сержанта в 1340 году.
Жан III, сир д’Омон, упоминается в большом числе актов XIV века, в 1329 году он получил должность привратника Пале-Рояля, а в 1340-м был возведен в рыцари. Он был отцом Пьера I (ум. 1381), сира д’Омона, Берткура, Ла-Нёвиля, капитана Нофльского замка (1359), советника и камергера Иоанна II и Карла V, женатого на Жанне дю Делуж, воспитательнице дофина Шарля.
Их внуком был Пьер II Сварливый, первый камергер Карла VI и хранитель орифламмы. Его сын Жан IV был королевским виночерпием и погиб в битве при Азенкуре. Он был отцом Жака, советника и камергера герцога Бургундского, оставившего двоих сыновей: Жана V, генерального наместника Бургундии, и Ферри, получившего землю Омон и имевшего только дочерей.
Внук Жана V Жан VI д’Омон, маршал Франции, был одним из лучших капитанов своего времени и умер от ран в 1595 году, его сын от Антуанетты Шабо, дочери адмирала Франции Филиппа Шабо, Жак стал в 1594 году парижским прево и женился на Шарлотте де Вилькье, наследнице обширных владений своего дома. Их сын Антуан в 1651 году стал маршалом Франции, а в 1665-м герцогом и пэром. Луи-Мари-Виктор, второй герцог д’Омон, оставил двоих сыновей, младший из которых, Луи-Франсуа, женившись на дочери маршала д'Юмьера, унаследовал титул герцога д'Юмьера, но умер, не оставив мужского потомства.
Луи-Мари-Огюстен, пятый герцог д’Омон, также оставил двоих сыновей: старший Луи-Мари-Ги женился на своей кузине Луизе-Жанне де Дюрфор де Дюрас, герцогине Мазарини, но оставил только дочь Луизу, принцессу Монако; младший Луи-Александр-Селест, седьмой герцог д’Омон, ставший также герцогом де Вилькье, генерал-лейтенант армий короля, губернатор Бурбонне и депутат Генеральных штатов, продолжил род.
Его сын Луи-Мари-Селест, восьмой герцог д’Омон, при жизни отца носивший титул герцога де Пьенна, генерал-лейтенант и пэр Франции при Реставрации, был одним из самых элегантных вельмож конца XVIII века и изобретателем упряжки à la Daumont. Дом Омонов пресекся на его внуке Луи-Мари-Жозефе, последнем герцоге д’Омоне, умершем холостым в 1888 году в Каире.